# Splavi za obilježavanje
Splav za obilježavanje, vrsta plutajućeg objekta, po Pravilniku o plutajućim objektima, odnosno Pomorskom zakoniku RH. Namjena mu nije plovidba, nego služi za obilježavanje.
Ova vrsta splava služi za obilježavanje, bilo plovnog puta na rijekama i jezerima ili kao svjetlosnih signala na moru, gdje to nije moguće učiniti sa sidrenim plovcima za obilježavanje.